# Emma Ríos Maneiro
Emma Ríos Maneiro (Vilagarcía de Arousa, 1 d'abril de 1976) és una dibuixant del còmic gallega.

## Trajectòria
Emma Rius vivia a Ourense i des de molt primerenca edat va començar a llegir còmics com els The Uncanny X-Men de Chris Claremont', els New Mutants del mateix claremont amb Bill Sienkiewicz i, sobretot, Akira de Katsuhiro Otomo', que va ser el que la va fer decidir-se en la seva vocació. Tot i això, va descartar l’ús de trames grisoses i aquoses típiques del manga en els seus primers fanzines de fotocòpia, valorant més l’acabat de tinta d’autors com John Buscema, Harvey Kurtzman i Jack Kirby.
Va estudiar a la Universitat de la Corunya on es va llicenciar en Arquitectura. Aquests estudis el van servir per al tractament de l'espai en el dibuix, evident en les seves perspectives i canvis de punt de vista. Va combinar estudis amb els primers treballs del món del còmic.
Des del 1998 té una carrera com a dibuixant; Inicialment va participar en fanzines d’Ourense i La Corunya, com El bolchevique vespertino, Esto es la guerra, Mensajes en una botella o Comikaze. També en aquest primer període va col·laborar amb revistes i agències de publicitat com a il·lustradora i en publicacions de còmics col·lectius, com ara Dos veces breve o H2Oil.
Entre el 2000 i el 2006, sense deixar la feina d’arquitecta, Emma Ríos va participar en diverses exposicions col·lectives a la mostra de còmics Viñetas desde o Atlántico i va formar part del grup de dibuixants de Polaqia.
A través de Polaqia va continuar la seva sèrie A prueba de balas (2003), en què Pablo Pérez va col·laborar amb els guions.
El 2005 va fer il·lustracions per a una campanya publicitària per a Ron Cacique. El mateix any va ser convidada al saló Andenne i el 2006 al saló Angulema, per a l'estand del fanzine "L'inédit".
Després de diversos contes per a publicacions estatals com ara Dos veces breve (2006) i Los Reyes Elfos: Historia de Faerie 2, va rebre el premi Revelació d’autor a Expocómic 2008. Aquell mateix any, col·laborà en el projecte de restauració del viaducte de San Pedro de Mezonzo (La Corunya), pintant María Pita en una de les seves columnes. També tenia la beca de llenguatge còmic de la Fundació Asef, que li va permetre acabar una tira còmica al Japó.
Va rebre una oferta de Matt Gagnon, editor de Boom! Studios per realitzar una minisèrie de 4 números. Després va deixar l'estudi d’arquitectura on treballava per centrar-se en els còmics i va produir Hedex (2008) amb Michael Alan Nelson al guió i Cris Peter al color. Aleshores ja era una de les estrelles del certamen Viñetas desde o Atlántico.
A les Jornadas Internacionales del Cómic Villa d'Avilés va conèixer C. B. Cebulski, que la va posar en contacte amb Nick Lowe, editor de Marvel Comics i amb qui va fer una història d'ompliment per a Runaways primer i després una minisèrie de Doctor Strange, escrita per Mark Waid. El seu art també ha aparegut en títols com The Amazing Spider-Man i Girl Comics. Va treballar amb la guionista Kelly Sue DeConnick a la mini-sèrie Osborn i al creuament entre conte de fades i western Pretty Deadly, que va estrenar a Image Comics a l'octubre del 2013.
Va fer una adaptació d’Amadís de Gaula per al Grupo SM, escrita per Ricardo Gómez.

## Obres
- A prueba de balas (2003)
- Hexed (2008)
- Pretty Deadly (2013) volums 1, 2 i 3
- Mirror 1, 2
- I D

## Premis
- Primer premi del concurs d'Arteixo (1998)
- 3r premi del concurs de historieta d’Ourense (2004).
- Premi al millor autor revelació a Expocómic, Madrid, 2008[10][11]
- Premi Eisner 2020 a millor portadista per "Pretty Deadly".[12]